# Augusto Maccario
Augusto Maccario (Ventimiglia, 30 aprile 1890 – 16 ottobre 1927) è stato un mezzofondista italiano.
Campione italiano sui 10 000 metri nel 1919, l'anno successivo prese parte ai Giochi olimpici di Anversa, dove conquistò il quarto posto nella medesima specialità; partecipò anche alla gara dei 5000 metri, ma non si qualificò per la finale, mentre nei 3000 metri a squadre si piazzò quinto insieme a Ernesto Ambrosini, Carlo Speroni e Carlo Martinenghi.
Morto nel 1927, riposa presso il cimitero di Monaco.

## Palmarès
| Anno | Manifestazione  | Sede    | Evento               | Risultato     | Prestazione | Note                          |
| ---- | --------------- | ------- | -------------------- | ------------- | ----------- | ----------------------------- |
| 1920 | Giochi olimpici | Anversa | 5000 metri           | elim. qualif. | n/d         |                               |
| 1920 | Giochi olimpici | Anversa | 10 000 metri         | 4º            | 32'02"0     | Miglior prestazione personale |
| 1920 | Giochi olimpici | Anversa | 3000 metri a squadre | 5º            | n/d         |                               |

## Campionati nazionali
- 1 volta campione italiano assoluti dei 10 000 metri piani (1919)

1919
- Oro ai campionati italiani assoluti di atletica leggera, 10 000 metri - 33'08"0